# Isabelle Mergault

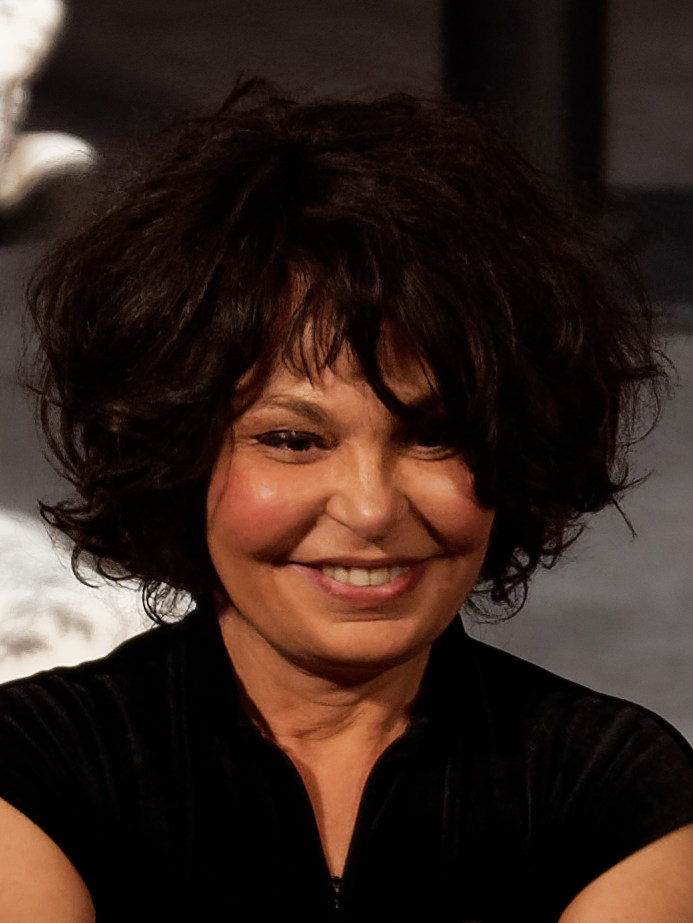
Isabelle Mergault, 2019

Isabelle Mergault (* 11. Mai 1958 in Paris) ist eine französische Schauspielerin, Autorin und Regisseurin in Film und Theater.

## Leben
Isabelle Mergault wuchs in Aubervilliers auf. Sie fiel bereits in jungen Jahren durch ihre Dyslalie, eine leichte Sprechstörung bei sch-Lauten auf. Sie nahm Schauspielunterricht und hatte 1979 ihre erste kleine Filmrolle. Es folgten eine Reihe humoristischer Nebenrollen. Ab 1988 wirkte sie in der Fernsehsendung Les Grosses Têtes mit.
1991 beendete sie ihre Schauspiel-Aktivität und legte den Fokus auf Buch und Regie. Mit der Komödie Sie sind ein schöner Mann erschien 2005 ihr Debüt als Filmemacherin. Sie wurde hierfür mit einem César für das Beste Erstlingswerk ausgezeichnet. Es folgten die Komödien Endlich Witwe (2007) und Donnant Donnant (2010). Ab 2011 wurde sie als Komödienautorin am Theater aktiv, wo sie teilweise selbst mit auftrat.

## Filmografie (Auswahl)

### Schauspielerin
- 1979: Die Aussteigerin (La Dérobade)
- 1982: Du kannst mich mal (Pour cent briques t’as plus rien)
- 1984: Stress
- 1985: P.R.O.F.S... und die Penne steht Kopf (P.R.O.F.S.)
- 1985: Blanche und Marie (Blanche et Marie)
- 1987: Agent Trouble – Mord aus Versehen (Agent Trouble)
- 1987: Wer hat dem Rabbi den Koks geklaut? (Lévy et Goliath)
- 1987: Mein Opa ist genial (Il est génial papy!)
- 1989–1991: Kommissar Navarro (Navarro, Fernsehserie, 8 Folgen)
- 1991: Benjamin
- 2021: Adieu, je reste!

### Regisseurin und Autorin
- 2005: Sie sind ein schöner Mann (Je vous trouve très beau)
- 2007: Endlich Witwe (Enfin veuve)
- 2010: Donnant Donnant